# Phreaking
Phreaking este un termen de slang inventat pentru a descrie activitatea unor oameni care studiază, experimentează sau explorează sistemele de telecomunicații, cum ar fi echipamente și sisteme conectate la rețelele publice de telefonie. Termenul phreak este ortografierea fantezistă a cuvântului freak cu ph de la phone (telefon), și poate, de asemenea, se referă la utilizarea de diverse  frecvențe  audio pentru a manipula un sistem de telefonie. Phreak, phreaker, sau phone phreak sunt nume folosite de către persoanele fizice care participă în phreaking.
Termenul se referea la început la grupuri care inversau sistemul de tonuri folosite pentru a ruta apelurile interurbane. Prin re-crearea acestor tonuri, acești phreak(er)s puteau comuta apeluri din agenda telefonului, ceea ce permitea apeluri gratuite în întreaga lume. Pentru a ușura crearea de aceste tonuri electronice, generatoarele de ton cunoscute sub numele de cutii albastre au devenit obiectul de primă necesitate al oricărei comunității de phreakers, inclusiv ale cofondatorilor viitorului Apple Inc., Steve Jobs și Steve Wozniak.
Era cutiei albastre  a luat sfârșit odată cu creșterea utilizării de sisteme telefonice computerizate, care trimiteau informațiile prin apelare separată pe canale inaccesibile. Odată cu anii 1980, mare parte a sistemului din SUA și Europa de Vest a fost convertită. Activitatea de phreaking a devenit, după aceea, strâns legată de computer hacking. Acest lucru este uneori numit cultura H/P  (cu H de la hacking și P în de la phreaking).

## Vezi și
- Hacker